# Слатина при Поникви
Слатина при Поникви (словен. Slatina pri Ponikvi) је насељено место у општини Шентјур, Савињска регија, Словенија.

## Историја
До територијалне реорганизације у Словенији била је у саставу старе општине Шентјур при Цељу.

## Становништво
У попису становништва из 2011. године, Слатина при Поникви је имала 108 становника.
| Број становника према пописима | Број становника према пописима | Број становника према пописима |
| ------------------------------ | ------------------------------ | ------------------------------ |
| 1991                           | 2002                           | 2011                           |
| 132                            | 121                            | 108                            |

Напомена: До 1953. исказивано под именом Слатина.